# Gulufia frontalis
Gulufia frontalis – gatunek kosarza z podrzędu Laniatores i rodziny Assamiidae. Jedyny znany przedstawiciel monotypowego rodzaju Gulufia.

## Występowanie
Gatunek został wykazany z Etiopii.